# ユゴン
ユゴン (유 건, 1983年1月21日 - ) は大韓民国の俳優。
2006年、KBSで放送されたドラマ『おはよう、神様!』の主人公ハル役でデビュー。

## 出演

### テレビドラマ
- おはよう、神様!（2006年、KBS2） - ハル役
- 不良カップル（2007年、SBS） - ソ・ジュンス役
- 1 to 1 マッチャン（2008年、tvN） - カン・ゴン役
- もう止まらない〜涙の復讐（2009年-2010年、MBC） - カン・インチャン役
- 検事プリンセス（2010年、SBS） - イ・ミンシク役
- その冬、風が吹く（2013年、SBS） - ジョンウ役
- 天まで届け、この想い（2013年、KBS1） - ハン・ジェソン役
- ホテルキング（2014年、MBC） - ジョン・ハワード役
- ドクター・フロスト（2014年-2015年、OCN） - ペ・ドゥハン役
- ユナの街（2014年、JTBC）
- 青の食堂（2017年、SBS） - チェ・ソノ役
- 皇后の品格（2018年-2019年、SBS） - カン・ジュスン役
- 君の歌を聴かせて（2019年、KBS） - マイケル・リー役

### 映画
- 多細胞少女 (2006年)
- お姉さんが行く (2006年)
- クォン・スンブン女史拉致事件 (2007年)
- 最強☆彼女 (2008年)
- どこに行きましょうか?（2013年）
- 消された女（2016年）